# رئيس المحكمة الدستورية في روسيا
رئيس المحكمة الدستورية للاتحاد الروسي (بالروسية: Председатель Конституционного Суда Российской Федерации)، هو القاضي الذي يرأس المحكمة الدستورية لروسيا الاتحادية.

## التعيين
في البداية، كان يتم انتخاب رئيس المحكمة الدستورية من قبل قضاة المحكمة لمدة ثلاث سنوات. ومع ذلك، في عام 2009، ألغيت مثل هذه الانتخابات وأصبح الرئيس معينًا من قبل مجلس الاتحاد. وأيضًا، حتى عام 2020، كان من الممكن تعيين قاضي المحكمة الدستورية فقط رئيسًا للمحكمة. في عام 2020، رفع هذا الشرط.
حاليًا، يتم ترشيح رئيس المحكمة الدستورية من قبل رئيس روسيا وتعيينه من قبل مجلس الاتحاد لمدة ست سنوات قابلة للتجديد.
بعد انتهاء مدة ولايته، يجوز إعادة تعيين رئيس المحكمة الدستورية في منصبه. ولم يتم تحديد الحد الأقصى.
لعدد الفترات التي يمكن للرئيس خلالها شغل المنصب.
لا يخضع رئيس المحكمة الدستورية للقيد الذي ينص على أنه لا يجوز لشخص بلغ سن السبعين أن يكون قاضيًا.

## الصلاحيات

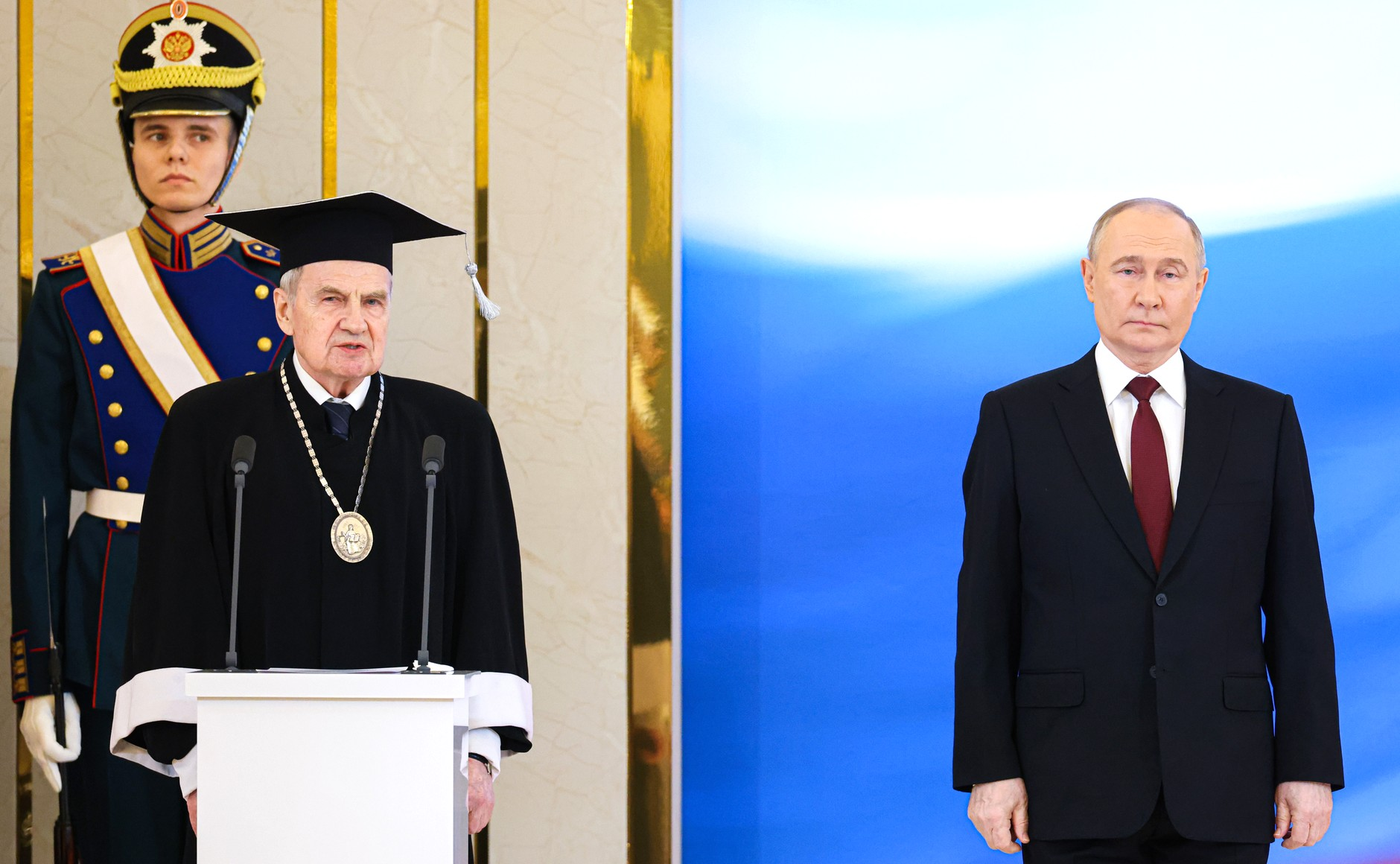
فاليري زوركين يؤدي اليمين الدستورية خلال مراسم تنصيب فلاديمير بوتن رئيسا للبلاد للمرة الخامسة.

وفقًا للمادة 24 من القانون الرئيسي "بشأن المحكمة الدستورية للاتحاد الروسي"، يتمتع رئيس المحكمة الدستورية بالصلاحيات التالية:
الإشراف على إعداد جلسات المحكمة الدستورية للاتحاد الروسي، ودعوتها ورئاستها؛ لتقديم القضايا التي يجب النظر فيها في جلساتها للنظر فيها إلى المحكمة الدستورية للاتحاد الروسي؛ وتمثيل المحكمة الدستورية للاتحاد الروسي في العلاقات مع الهيئات والمنظمات الحكومية والجمعيات الاجتماعية، وإصدار البيانات نيابة عنها تحت سلطة المحكمة الدستورية للاتحاد الروسي.
القيام بالإدارة العامة لموظفي المحكمة الدستورية للاتحاد الروسي، وتقديم المرشحين لتأكيد المحكمة الدستورية للاتحاد الروسي لمنصب رئيس الجهاز ورئيس أمانة المحكمة الدستورية للاتحاد الروسي وكذلك لوائح أمانة المحكمة الدستورية للاتحاد الروسي وهيكل الموظفين.
ممارسة صلاحيات أخرى وفقًا للقانون الدستوري الفيدرالي الحالي وقواعد المحكمة الدستورية للاتحاد الروسي.
يدير رئيس المحكمة الدستورية أيضًا قسم تولي تنصيب الرئيس الروسي، لكن هذا يعد عادة أكثر منه مسؤولية. لا يحدد الدستور والقوانين الفيدرالية الأخرى من يجب أن يدير القسم، فقط أنه يجب أن يؤديه الرئيس. على سبيل المثال، أثناء تنصيب بوريس يلتسين للمرة الأولى في عام 1991، أقسم القسم رسلان حسب اللەتوف، رئيس هيئة رئاسة مجلس السوفيت الأعلى لروسيا، لأن المحكمة الدستورية لم تكن موجودة بعد في ذلك الوقت.

## قائمة
| رئيس | رئيس | رئيس                                             | الحيازة                         | مدة الولاية        | المدرسة الأم                        | الخدمة السابقة قبل موعد المحكمة                                                                 | مرجع. |
| ---- | ---- | ------------------------------------------------ | ------------------------------- | ------------------ | ----------------------------------- | ----------------------------------------------------------------------------------------------- | ----- |
| 1    |      | دكتور في القانون فاليري زوركين (من مواليد 1943)  | 29 أكتوبر 1991 – 6 أكتوبر 1993  | 1 سنة و342 أيام    | جامعة موسكو الحكومية                | أستاذ القانون الدستوري في كلية الحقوق العليا بالمراسلة التابعة لوزارة الداخلية (1986-1991)      | [ 6 ] |
| –    |      | نيكولاي فيتروك (1937–2012)                       | 6 أكتوبر 1993 – 13 فبراير 1995  | 1 سنة و130 أيام    | جامعة تومسك الحكومية                | رئيس قسم علوم القانون العام في كلية الحقوق العليا بالمراسلة التابعة لوزارة الداخلية (1984-1991) | [ 7 ] |
| 2    |      | دكتوراه في القانون. فلاديمير تومانوف (1926–2011) | 13 فبراير 1995 – 20 فبراير 1997 | 2 سنوات و7 أيام    | معهد موسكو الحكومي للعلاقات الدولية | عضو مجلس الدوما (الدورة الأولى) (1993-1994)                                                     | [ 8 ] |
| 3    |      | دكتوراه في القانون. مارات باجلاي (1931–2024)     | 20 فبراير 1997 – 21 فبراير 2003 | 6 سنوات و1 يوم     | الجامعة الفيدرالية الجنوبية         | أستاذ القانون الدستوري في معهد موسكو الحكومي للعلاقات الدولية (1977-1995)                       | [ 9 ] |
| 4    |      | دكتور في القانون فاليري زوركين (من مواليد 1943)  | 21 فبراير 2003 – شاغل المنصب    | 22 سنوات و169 أيام | جامعة موسكو الحكومية                | أستاذ القانون الدستوري في كلية الحقوق العليا بالمراسلة التابعة لوزارة الداخلية (1986-1993)      | [ 6 ] |